# Profel Continental Team

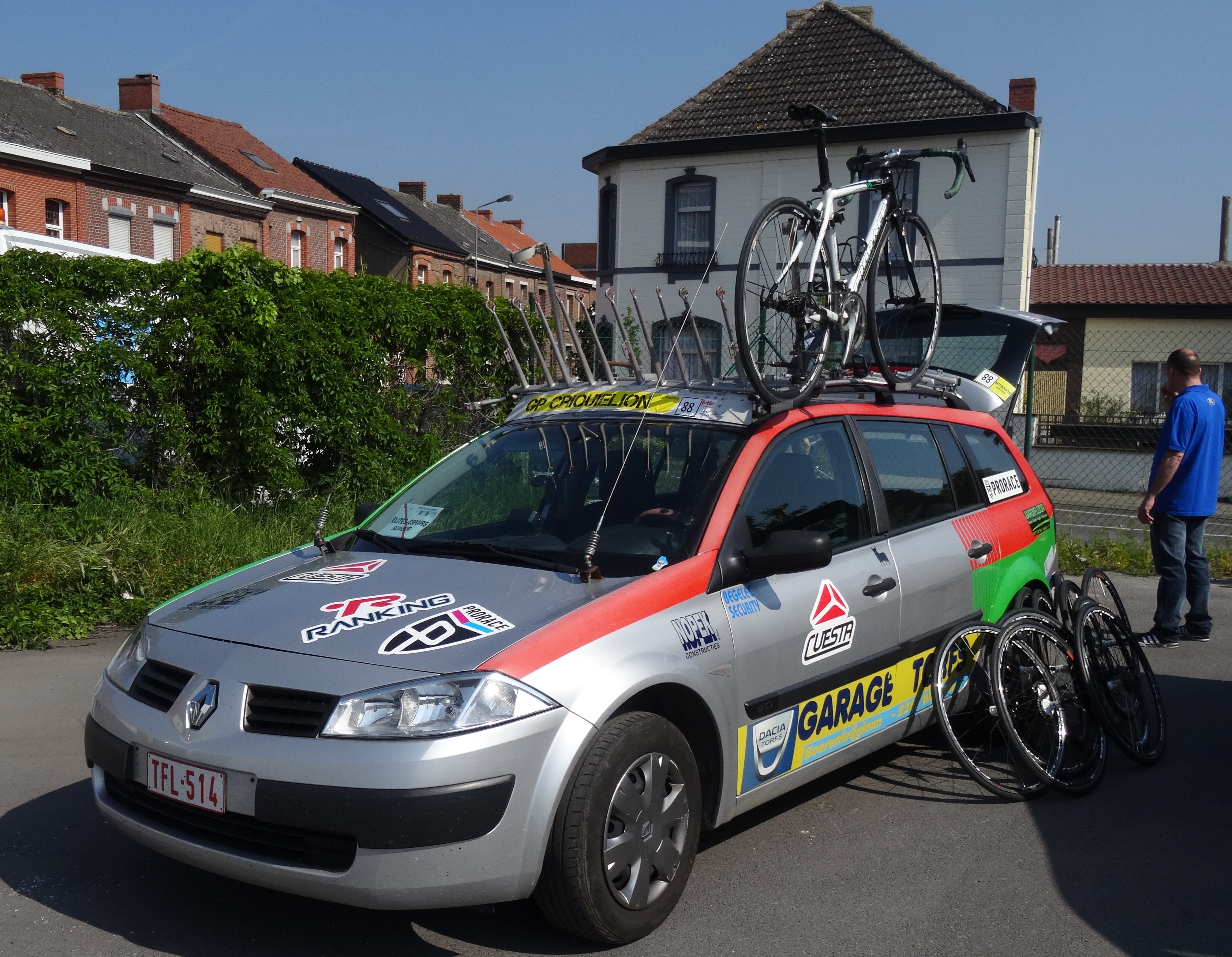
Vehicle de l'equip al 2014

L'equip Profel Continental Team (codi UCI: PZC), conegut posteriorment com a Prorace, és un equip ciclista belga que actualment té categoria amateur. De 2005 a 2009 va tenir Categoria continental i competia en algunes curses dels circuits continentals.

## Principals victòries
- Beverbeek Classic: Jarno Van Mingeroet (2005)
- Chrono champenois: Matti Helminen (2006)
- Omloop Het Nieuwsblad sub-23: Laurens De Vreese (2009)

### Grans Voltes
- Tour de França
  - 0 participacions

- Giro d'Itàlia
  - 0 participacions

- Volta a Espanya
  - 0 participacions

## Classificacions UCI
De 2005 a 2009, l'equip va participar diferents temporades com a equip continental

### UCI Àsia Tour
| Temporada | Classificació per equips | Millor ciclista en la classificació individual |
| --------- | ------------------------ | ---------------------------------------------- |
| 2006      | 36è                      | Michael Simms (154è)                           |

### UCI Europa Tour
| Temporada | Classificació per equips | Millor ciclista en la classificació individual |
| --------- | ------------------------ | ---------------------------------------------- |
| 2005      | 83è                      | Jarno Van Mingeroet (431è)                     |
| 2006      | 95è                      | Matti Helminen (312è)                          |
| 2007      | 116è                     | Sander Armée (967è) · Matthew Brammeier (967è) |
| 2008      | 99è                      | Eduard Bogaert (711è)                          |
| 2009      | 110è                     | Thomas Ongena (615è)                           |